# 27453 Crystalpoole
27453 Crystalpoole è un asteroide della fascia principale. Scoperto nel 2000, presenta un'orbita caratterizzata da un semiasse maggiore pari a 2,9703989 UA e da un'eccentricità di 0,0888427, inclinata di 1,69363° rispetto all'eclittica.